# جون إم. هارت
جون إم. هارت هو سياسي أمريكي، ولد في 2 يناير 1866 في مقاطعة برينس إدورد في الولايات المتحدة، وتوفي في 12 ديسمبر 1955 في روانوك في الولايات المتحدة. نشط حزبياً في الحزب الديمقراطي. وقد انتخب عضو مجلس ولاية فرجينيا ‏.